# Zelândia Ocidental
Nota linguística: Não confundir grevskab (condado) com amt (divisão administrativa)..
Zelândia Ocidental (Vestsjælland, em dinamarquês) foi um amt da Dinamarca de 1970 a 2006. Em 1.º de janeiro de 2007, foi fundido com a região da Zelândia.

## Municípios
A Zelândia Ocidental tinha 23 municípios:
| - Bjergsted - Dianalund - Dragsholm - Fuglebjerg - Gørlev - Hashøj - Haslev - Holbæk | - Hvidebæk - Høng - Jernløse - Kalundborg - Korsør - Nykøbing-Rørvig - Ringsted - Skælskør | - Slagelse - Sorø - Stenlille - Svinninge - Tornved - Trundholm - Tølløse |